# Colin Hay
Colin James Hay (Saltcoats, 29 juni 1953) is een Schots-Australisch muzikant, zanger, songwriter en acteur. Hij verwierf begin jaren 80 bekendheid als zanger van de Australische band Men at Work en later als solo-artiest. Hay heeft ook deel uitgemaakt van Ringo Starrs Ringo Starr & His All-Starr Band. 

## Discografie
- 1987: Looking for Jack
- 1990: Wayfaring Sons
- 1992: Peaks & Valleys
- 1994: Topanga
- 1996: Overkill (Single)
- 1998: Transcendental Highway
- 2000: Going Somewhere
- 2002: Company of Strangers
- 2003: Man @ Work
- 2007: Are You Lookin’ at Me?
- 2008: Goodbye My Red Rose (Single)
- 2009: American Sunshine
- 2011: Gathering Mercury
- 2015: Next Year People
- 2017: Fierce Mercy
- 2021: I Just Don’t Know What to Do with Myself
- 2021: Down Under (Single) (Luude feat. Colin Hay)
- 2022: Now and the Evermore